# Улбински хребет
Улбинският хребет (на казахски: Yлбi жотасы; на руски: Ульбинский хребет) е планински хребет в западната част на планината Алтай, разположен в северните райони на Източноказахстанска област, Казахстан. Простира се от запад на североизток, като изпъкнала на югоизток дъга на протежение около 100 km и представлява вододел между десните притоци на река Иртиш – Уба на север и Бухтарма на юг. На североизток се свързва с Ивановския хребет Максимална височина връх Верхная Улба 2371 m(50°11′04″ с. ш. 83°58′17″ и. д. / 50.184444° с. ш. 83.971389° и. д.), разположен в крайната му североизточна част. Изграден е от пясъчници, кристалинни шисти, варовици и гранити. Преобладават плоските и заоблени върхове, а склоновете му са силно разчленени от дълбоки речни долини. От северните му склонове води началото си река Мякотиха, ляв приток на Малая Улба (ляв приток на Улба), от югозападните – малки десни притоци на Иртиш, от южните – Осиновка и др. десни притоци на Бухтарма, а от източните – малки десни притоци на Тургусун (десен приток на Бухтарма). Долните части на склоновете му са заети от степна растителност, нагоре следват смесени гори, а североизточните му части са заети от иглолистни гори. В южното му подножие е разположен град Серебрянск и селищата от градски тип Новая Бухтарма, Октябърски и Прибрежни.

## Топографска карта
- Лист от карта M-44-XVIII. Мащаб: 1 : 200 000. Указать дату выпуска/состояния местности.